# MKdV方程式
mKdV方程式（えむけぃでいびぃほうていしき、英: mKdV equation）または変形KdV方程式（へんけいけぃでいびぃほうていしき、英: modified KdV equation）とは非線形波動を記述する非線形偏微分方程式。可積分系の方程式の一つであり、無限個の保存量が存在する。日系3世である数学者ローバート・ミウラ(R. Miura)によって導出された。

## 概要

### 定義
時間変数t と空間変数x の関数でv (x, t )についての非線形偏微分方程式
{\displaystyle v_{t}+6v^{2}v_{x}+v_{xxx}=0\,}
をmKdV方程式または、変形KdV方程式という。ここで、右下の添え字は各変数に対する偏微分を表す。mKdV方程式は可積分系の方程式であり、
{\displaystyle v=\pm \alpha \operatorname {sech} (\alpha x-\alpha ^{3}t)\,}
等のソリトン的な解を有する。

### KdV方程式との関係
v が第2項の符号を変えたmKdV方程式
{\displaystyle v_{t}-6v^{2}v_{x}+v_{xxx}=0\,}
の解とすると、Miura変換と呼ばれる関係式
{\displaystyle u=v_{x}+v^{2}\,}
で結ばれるu はKdV方程式
{\displaystyle u_{t}-6uu_{x}+u_{xxx}=0\,}
の解となる。このことは、関係式
{\displaystyle {\biggl (}{\frac {\partial }{\partial x}}+2v{\biggr )}(v_{t}-6v^{2}v_{x}+v_{xxx})=u_{t}-6uu_{x}+u_{xxx}}
から導かれる。Miura変換並びにmKdV方程式は日系3世である数学者ローバート・ミウラ（R. Miura）によって、導出された。こうしたMiura変換の発見は可積分系における逆散乱法の発展の契機となった。

### 逆散乱法との関係
uを与えられたものとすれば、ミウラ変換の関係式は、リッカチの微分方程式であり、変数変換
{\displaystyle v={\frac {\psi _{x}}{\psi }}}
により、
{\displaystyle \psi _{xx}-u(x)\psi =0}
と線形化される。元のKdV方程式が、ガリレイ変換
{\displaystyle u\rightarrow u-\lambda }
{\displaystyle x\rightarrow x-6\lambda t}
のもとで不変であることに注意すれば、ガリレイ変換u→u-λで、上記の線形化された方程式は、
{\displaystyle \psi _{xx}+(u-\lambda )\psi =0}
となる。これは、uをポテンシャル関数、λを固有値とするシュレディンガー方程式である。従って、KdV方程式を解くことは、シュレディンガー方程式において、ポテンシャル関数を求める逆問題を解くことと等価である。